# تفجيرات العراق 9 ديسمبر 2013
تفجيرات 9 ديسمبر 2013 هي هجمات متفرقة ضربت عدة مدن عراقية، وبالتحديد بغداد، يوم الإثنين 9 كانون الأول/ ديسمبر 2013، وأدت إلى مقتل ثلاثين شخصًا، وإصابة العشرات بجروح عبر استخدام سيارات مفخخة وعبوات ناسفة.

## الأحداث
قالت الشرطة العراقية إن ثلاثة أشخاص قتلوا وأصيب عشرة بجروح في انفجار سيارة مفخخة في منطقة الكرادة في وسط بغداد. وأن خمسة أشخاص آخرين قتلوا وأصيب 15 بجروح في انفجار سيارة مفخخة في الحي الصناعي في منطقة البياع في غرب بغداد. وفي منطقة الغدير، شرق بغداد، قتل أربعة أشخاص وأصيب 19 بجروح في انفجار عبوة ناسفة أعقبها تفجير سيارة مفخخة.
وقتل كذلك خمسة أشخاص وأصيب تسعة بجروح جراء انفجار عبوة ناسفة عند سوق شعبي في حي العامل في غرب بغداد، وقتل أيضا شخصان وأصيب خمسة بجروح إثر انفجار عبوة ناسفة على الطريق الرئيسي في منطقة الرضوانية إلى الغرب من بغداد. وقتل شخصان وأصيب تسعة على الأقل بجروح في انفجار سيارة مفخخة في سوق شعبي في مدينة الصدر، في شرق بغداد.
وفي منطقة الحسينية، الواقعة شمال شرقي بغداد، قتل ثلاثة أشخاص وأصيب عشرة على الأقل بجروح في انفجار سيارة مفخخة. كما قتل شخصان وأصيب أربعة بجروح في انفجار سيارة مفخخة في الحي الصناعي الواقع في منطقة التاجي، إلى الشمال من بغداد. وقتل ثلاثة أشخاص وأصيب 13 بجروح في انفجار سيارة مفخخة في شارع 52 في الكرادة. وفي هجوم آخر، قتل ضابط برتبة نقيب في الشرطة بانفجار عبوة لاصقة على سيارته الخاصة في ناحية المدائن (25 كلم جنوب بغداد).
وجاءت هذه الهجمات المنسقة بعد ساعات على مقتل تسعة أشخاص وإصابة خمسة على الأقل بجروح إثر هجوم مسلح استهدف محلات لبيع المشروبات الكحولية في بغداد.
وفي هجوم مستقل، قتل شخصا وأصيب ستة من المارة بجروح في انفجار سيارة مفخخة مركونة في ناحية جديدة الشط الواقعة إلى الغرب من بعقوبة (60 كلم شمال شرقي بغداد).
وفي الموصل (350 كلم شمال بغداد) أصيب خمسة أشخاص بجروح جراء انفجار عبوة ناسفة في حي النور، في شرق المدينة.
في غضون ذلك تعرضت دورية لشركة أمنية بريطانية لانفجار عبوة ناسفة في منطقة الرميلة، الواقعة إلى الشمال من مدينة البصرة (450 كلم جنوب بغداد) دون وقوع ضحايا.